# Cyclotelus laetus
Cyclotelus laetus är en tvåvingeart som beskrevs av Walker 1850. Cyclotelus laetus ingår i släktet Cyclotelus och familjen stilettflugor. Inga underarter finns listade i Catalogue of Life.